# Andrew Osagie

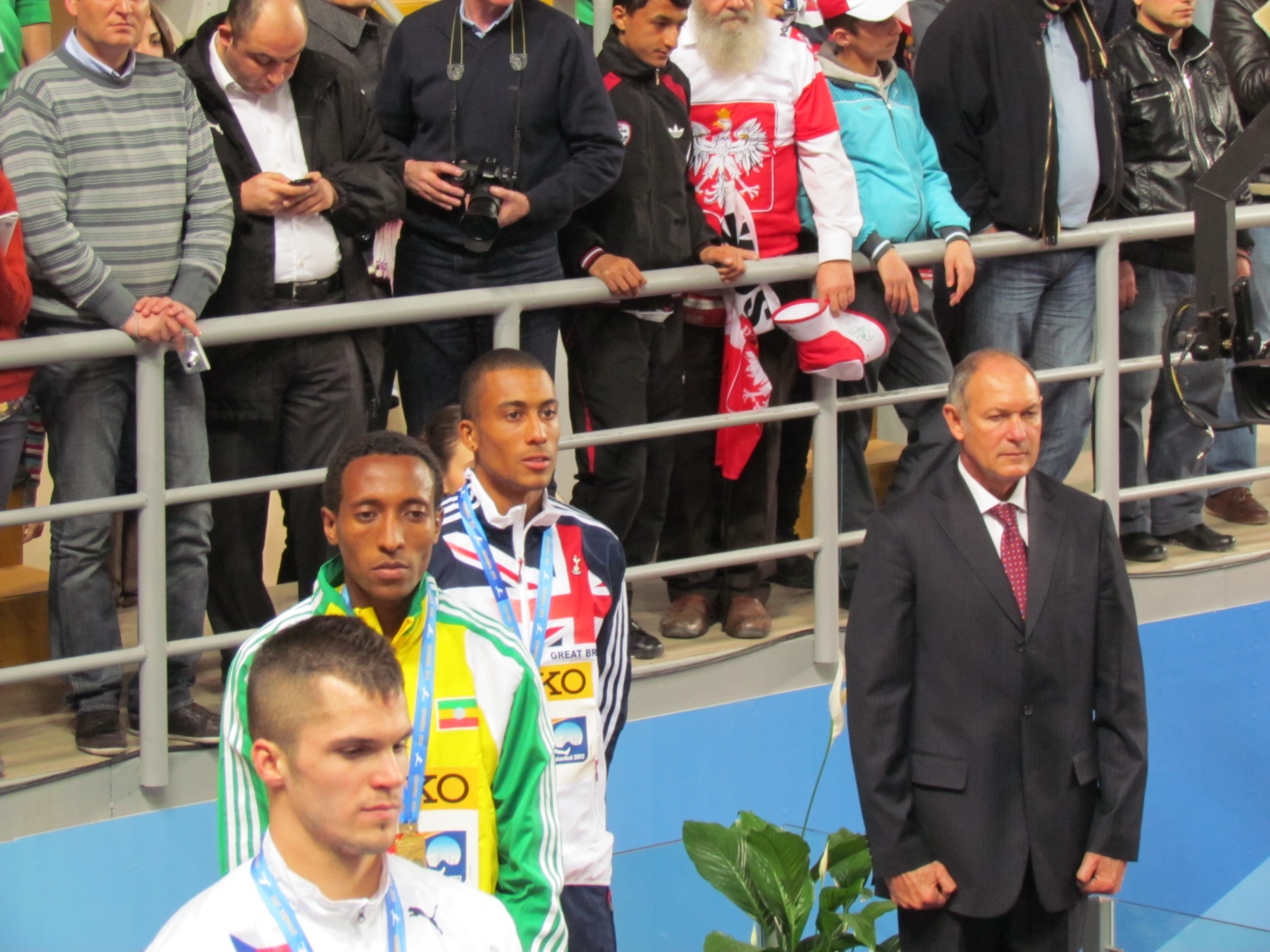
Andrew Osagie (Dritter von links) bei einer Siegerehrung im Jahr 2012

Andrew Osagie (Andrew Ifeanyichukwu Osagie; * 19. Februar 1988 in Harlow) ist ein britischer Mittelstreckenläufer, der sich auf die 800-Meter-Distanz spezialisiert hat.
2010 erreichte er bei den Hallenweltmeisterschaften in Doha und für England startend bei den Commonwealth Games in Neu-Delhi das Halbfinale.
Im Jahr darauf wurde er Vierter bei den Halleneuropameisterschaften 2011 in Paris und gelangte bei den Weltmeisterschaften in Daegu ins Halbfinale.
2012 gewann er Bronze bei den Hallenweltmeisterschaften in Istanbul und wurde Achter bei den Olympischen Spielen in London.
Bei den Weltmeisterschaften 2013 in Moskau kam er auf den fünften Platz.
2014 holte er bei den Hallenweltmeisterschaften in Sopot erneut Bronze. Bei den Commonwealth Games in Glasgow wurde er im Vorlauf disqualifiziert, und bei den Europameisterschaften in Zürich kam er nicht über die erste Runde hinaus.
2011 sowie 2012 wurde er Britischer Meister und 2010 Britischer Hallenmeister.

## Persönliche Bestzeiten
- 800 m: 1:43,77 min, 9. August 2012, London
  - Halle: 1:45,22 min, 15. Februar 2014, Birmingham
- 1000 m (Halle): 2:18,56 min, 19. Februar 2011, Birmingham